# Nordische Junioren-Skiweltmeisterschaften 2003
Die 26. Nordischen Junioren-Skiweltmeisterschaften 2003 fanden vom 4. bis 9. Februar 2003 im schwedischen Sollefteå statt. Damit war Schweden 1980 (Örnsköldsvik) und 1995 (Gällivare) zum dritten Mal Ausrichter dieses wichtigsten Nachwuchswettbewerbes im nordischen Skisport.
Erfolgreichste Nation der Wettkämpfe war Russland mit vier Gold-, zwei Silber- und vier Bronzemedaillen vor Deutschland mit vier Gold- und einer Bronzemedaille sowie Norwegen mit zwei Gold- drei Silber- und drei Bronzemedaillen. Während die Russen sämtliche Medaillen im Langlauf erzielten, gewannen die Deutschen drei ihrer vier Goldmedaillen in der nordischen Kombination.

## Wettkampfstätten
Die Skisprungwettbewerbe und das Springen der nordischen Kombination wurden auf dem Hallstabacken ausgetragen, der für die Nordischen Skiweltmeisterschaften 1934 gebaut worden war. Die Langlaufwettbewerbe der Kombinierer und der Spezialisten wurden auf Loipen der Umgebung durchgeführt.

## Langlauf Junioren

### 1 km Sprint Freistil
| Platz | Sportler               | Land               | Qualifikationszeit |
| ----- | ---------------------- | ------------------ | ------------------ |
| 1     | Johan Kjølstad         | Norwegen           | 1:57,8 min (1.)    |
| 2     | Erik Øvsthus Bakkejord | Norwegen           | 1:59,0 min (3.)    |
| 3     | Sylvain Fanjas Claret  | Frankreich         | 2:03,0 min (6.)    |
| 4     | Fredrik Uusitalo       | Schweden           | 2:02,9 min (5.)    |
| 5     | Leif-Orin Zimmermann   | Vereinigte Staaten | 2:02,8 min (4.)    |
| 6     | Ryan Foster            | Vereinigte Staaten | 2:04,5 min (16.)   |
| 7     | Andrew Newell          | Vereinigte Staaten | 1:58,3 min (2.)    |
| 8     | David Hofer            | Italien            | 2:03,2 min (9.)    |
| 9     | Anti Saarepuu          | Estland            | 2:03,0 min (6.)    |
| 10    | Jewgeni Dementjew      | Russland           | 2:03,2 min (9.)    |

Datum: 8. Februar 2003

Es waren 74 Teilnehmer am Start.

Weitere Teilnehmer aus deutschsprachigen Ländern:

 Erik Hänel: 14. Platz

 Harald Wurm: 15. Platz

 Valerio Leccardi: 22. Platz

 Matthias Beck: 25. Platz

 Norbert Zehentner: 36. Platz

 Martin Stockinger: 49. Platz

 Manuel Hirner: 55. Platz

 Pascal Grab: 62. Platz

 Dennis Wiesermann: 74. Platz

### 10 km klassisch
| Platz | Sportler          | Land        | Zeit        |
| ----- | ----------------- | ----------- | ----------- |
| 1     | Jewgeni Dementjew | Russland    | 27:40,0 min |
| 2     | Jewgeni Koschewoi | Kasachstan  | 28:09,1 min |
| 3     | Maxim Bulgakow    | Russland    | 28:11,9 min |
| 4     | Franz Göring      | Deutschland | 28:19,5 min |
| 5     | Øystein Pettersen | Norwegen    | 28:26,5 min |
| 6     | Artem Norin       | Russland    | 28:30,6 min |
| 7     | Matti Heikkinen   | Finnland    | 28:32,5 min |
| 8     | Alexei Poltoranin | Kasachstan  | 28:41,7 min |
| 9     | Chris Jespersen   | Norwegen    | 28:41,9 min |
| 10    | Jesse Väänänen    | Finnland    | 28:45,5 min |

Datum: 6. Februar 2003

Es waren 83 Teilnehmer am Start, von denen 81 das Ziel erreichten.

Weitere Teilnehmer aus deutschsprachigen Ländern:

 Stefan Kirchner: 15. Platz

 Steve Ullmann: 17. Platz

 Toni Livers: 20. Platz

 Curdin Perl: 23. Platz

 Erik Schneider: 36. Platz

 Johann Eder: 37. Platz

 Valerio Leccardi: 40. Platz

 Lukas Hechl: 56. Platz

 Martin Stockinger: 60. Platz

 Rafael Ratti: 62. Platz

 Manuel Hirner: nicht im Ziel

### 30 km Freistil Massenstart
| Platz | Sportler            | Land        | Zeit        |
| ----- | ------------------- | ----------- | ----------- |
| 1     | Chris Jespersen     | Norwegen    | 1:23:13,5 h |
| 2     | Alexei Petuchow     | Russland    | 1:23:46,7 h |
| 3     | Jewgeni Dementjew   | Russland    | 1:24:11,0 h |
| 4     | Toni Livers         | Schweiz     | 1:24:24,1 h |
| 5     | Franz Göring        | Deutschland | 1:24:54,7 h |
| 5     | Øystein Pettersen   | Norwegen    | 1:25:56,7 h |
| 7     | Ville Nousiainen    | Finnland    | 1:25:56,9 h |
| 8     | Martin Sundby       | Norwegen    | 1:25:58,9 h |
| 9     | Tord Asle Gjerdalen | Norwegen    | 1:26:10,9 h |
| 10    | Fredrik Uusitalo    | Schweden    | 1:26:17,3 h |

Datum: 4. Februar 2003

Es waren 60 Teilnehmer am Start.

Weitere Teilnehmer aus deutschsprachigen Ländern:

 Johann Eder: 11. Platz

 Curdin Perl: 12. Platz

 Michael Eberharter: 19. Platz

 Rafael Ratti: 20. Platz

 Pascal Grab: 22. Platz

 Erik Schneider: 23. Platz

### 4 × 10 km Staffel
| Platz | Sportler                                                                  | Land               | Zeit        |
| ----- | ------------------------------------------------------------------------- | ------------------ | ----------- |
| 1     | Maxim Bulgakow Artem Norin Jewgeni Dementjew Alexei Petuchow              | Russland           | 1:45:39,7 h |
| 2     | Øystein Pettersen Martin Sundby Tord Asle Gjerdalen Chris Jespersen       | Norwegen           | 1:47:51,4 h |
| 3     | Steve Ullmann Stefan Kirchner Franz Göring Erik Schneider                 | Deutschland        | 1:48:50,6 h |
| 4     | Sergei Scherepanow Alexei Poltoranin Andrei Kondroschew Jewgeni Koschewoi | Kasachstan         | 1:49:44,6 h |
| 5     | Timo Mantere Ville Nousiainen Kari Varis Matti Heikkinen                  | Finnland           | 1:50:36,9 h |
| 6     | Toni Livers Valerio Leccardi Curdin Perl Pascal Grab                      | Schweiz            | 1:50:53,7 h |
| 7     | Luca Orlandi Federico Clementi Alessandro Follador David Hofer            | Italien            | 1:51:32,7 h |
| 8     | Andrew Newell Ryan Foster Brent Lowen Leif-Orin Zimmermann                | Vereinigte Staaten | 1:51:50,0 h |
| 9     | Johann Eder Lukas Hechl Michael Eberharter Martin Stockinger              | Österreich         | 1:52:49,1 h |
| 10    | Takahito Yagi Kenta Yamada Wataru Omori Koshin Nakamura                   | Japan              | 1:53:12,7 h |

Datum: 9. Februar 2003

Es waren 16 Staffeln am Start.

## Langlauf Juniorinnen

### 1 km Sprint Freistil
| Platz | Sportler              | Land        | Qualifikationszeit |
| ----- | --------------------- | ----------- | ------------------ |
| 1     | Nicole Fessel         | Deutschland | 2:21,6 min (9.)    |
| 2     | Justyna Kowalczyk     | Polen       | 2:22,6 min (14.)   |
| 3     | Christine Mathiesen   | Norwegen    | 2:20,9 min (5.)    |
| 4     | Marianne Hannonen     | Finnland    | 2:20,0 min (3.)    |
| 5     | Liv Miriam Nordtømme  | Norwegen    | 2:22,4 min (12.)   |
| 6     | Elisabeth Hatlen      | Norwegen    | 2:22,9 min (15.)   |
| 7     | Mona-Liisa Malvalehto | Finnland    | 2:19,0 min (1.)    |
| 8     | Britta Norgren        | Schweden    | 2:21,1 min (6.)    |
| 9     | Maria Magnusson       | Schweden    | 2:19,4 min (2.)    |
| 10    | Petra Markelová       | Tschechien  | 2:21,3 min (8.)    |

Datum: 8. Februar 2003

Es waren 58 Teilnehmerinnen am Start.

Weitere Teilnehmerinnen aus deutschsprachigen Ländern:

 Doris Trachsel: 16. Platz

 Julia Swieder: 39. Platz

 Bettina Gruber: 41. Platz

 Nadine Bachmann: 46. Platz

 Gabriela Gubser: 52. Platz

 Isabella Wechselerger: 56. Platz

### 5 km klassisch
| Platz | Sportler              | Land       | Zeit        |
| ----- | --------------------- | ---------- | ----------- |
| 1     | Mona-Liisa Malvalehto | Finnland   | 15:23,5 min |
| 2     | Jekatarina Woronzowa  | Russland   | 15:49,3 min |
| 3     | Jelena Plozkaja       | Russland   | 15:54,5 min |
| 4     | Julia Limby           | Schweden   | 15:55,6 min |
| 5     | Justyna Kowalczyk     | Polen      | 15:59,0 min |
| 6     | Walentina Nowikowa    | Russland   | 16:00,5 min |
| 7     | Maria Rydqvist        | Schweden   | 16:02,0 min |
| 8     | Helena Kallander      | Schweden   | 16:02,3 min |
| 9     | Mette Øverby          | Norwegen   | 16:03,8 min |
| 10    | Ivana Janečková       | Tschechien | 16:08,6 min |

Datum: 6. Februar 2003

Es waren 64 Teilnehmerinnen am Start.

Weitere Teilnehmerinnen aus deutschsprachigen Ländern:

 Nicole Fessel: 13. Platz

 Doris Trachsel: 15. Platz

 Stefanie Wunderle: 21. Platz

 Selina Gasparin: 24. Platz

 Katrin Weeger: 30. Platz

 Antje Mämpel: 32. Platz

 Silvana Bucher: 46. Platz

 Gabriela Gubser: 59. Platz

### 15 km Freistil Massenstart
| Platz | Sportler              | Land       | Zeit        |
| ----- | --------------------- | ---------- | ----------- |
| 1     | Jekatarina Woronzowa  | Russland   | 46:37,7 min |
| 2     | Maria Rydqvist        | Schweden   | 47:14,4 min |
| 3     | Irina Artjomowa       | Russland   | 47:17,1 min |
| 4     | Hanno Forsberg        | Schweden   | 47:44,3 min |
| 5     | Walentina Nowikowa    | Russland   | 47:56,5 min |
| 6     | Tatsiana Kosorigina   | Belarus    | 48:00,5 min |
| 7     | Tatjana Tschugajewa   | Russland   | 48:05,0 min |
| 8     | Kazjaryna Rudakowa    | Belarus    | 48:24,2 min |
| 9     | Mona-Liisa Malvalehto | Finnland   | 48:32,1 min |
| 10    | Ivana Janečková       | Tschechien | 48:36,7 min |

Datum: 4. Februar 2003

Es waren 51 Teilnehmerinnen am Start.

Weitere Teilnehmerinnen aus deutschsprachigen Ländern:

 Doris Trachsel: 11. Platz

 Antje Mämpel: 12. Platz

 Stefanie Wunderle: 17. Platz

 Bettina Gruber: 18. Platz

 Silvana Bucher: 19. Platz

 Selina Gasparin: 25. Platz

 Julia Swieder: 28. Platz

 Nadine Bachmann: 32. Platz

### 4 × 5 km Staffel
| Platz | Sportler                                                                | Land               | Zeit        |
| ----- | ----------------------------------------------------------------------- | ------------------ | ----------- |
| 1     | Walentina Nowikowa Jelena Plozkaja Irina Artjomowa Jekatarina Woronzowa | Russland           | 58:51,3 min |
| 2     | Reetta Jääskeläinen Mona-Liisa Malvalehto Hilla Herranen Lotta Puttonen | Finnland           | 59:20,3 min |
| 3     | Julia Limby Helena Kallander Hanna Forsberg Maria Rydqvist              | Schweden           | 59:36,5 min |
| 4     | Kateřina Smutná Petra Markelová Ivana Janečková Lenka Palanova          | Tschechien         | 1:00:12,1 h |
| 5     | Marion Barnet Caroline Weibel Florence Poirot Aurelie Jäggy             | Frankreich         | 1:00:56,1 h |
| 6     | Nicole Fessel Stefanie Wunderle Antje Mämpel Julia Swieder              | Deutschland        | 1:00:56,1 h |
| 7     | Caroline Tangen Mette Øverby Elisabeth Hatlen Christine Mathiesen       | Norwegen           | 1:01:09,8 h |
| 8     | Justyna Kowalczyk Sylwia Jaśkowiec Kornelia Marek Anna Kohut            | Polen              | 1:01:46,4 h |
| 9     | Veronica Cavallar Silvia Rupil Carla Occhi Marina Piller                | Italien            | 1:02:19,2 h |
| 10    | Lindsey Weier Alison Crocker Katie Ronsee Kristina Trygstad-Saari       | Vereinigte Staaten | 1:02:20,1 h |

Datum: 9. Februar 2003

Es waren 13 Staffeln am Start.

Die Staffel der Schweiz belegte Rang 11, eine österreichische Staffel war nicht am Start.

## Nordische Kombination Junioren

### Sprint (Normalschanze K 108/5 km)
| Platz | Sportler          | Land        |
| ----- | ----------------- | ----------- |
| 1     | Björn Kircheisen  | Deutschland |
| 2     | David Zauner      | Österreich  |
| 3     | Petter Tande      | Norwegen    |
| 4     | Seppi Hurschler   | Schweiz     |
| 5     | Tino Edelmann     | Deutschland |
| 6     | Dejan Plevnik     | Slowenien   |
| 7     | Ville Kähkönen    | Finnland    |
| 8     | Sébastien Lacroix | Frankreich  |
| 9     | Christian Beetz   | Japan       |
| 10    | Jan Schmid        | Schweiz     |

Datum: 9. Februar 2003

Insgesamt waren 56 Teilnehmer am Start.

Weitere Teilnehmer aus deutschsprachigen Ländern:

 Benjamin Kreiner: 11. Platz

 Michael Hollenstein: 19. Platz

 Guido Landert: 20. Platz

 Lukas Klapfer: 33. Platz

 Raik Filbrich: 38. Platz

 Philipp Amon: 46. Platz

### Gundersen (Normalschanze K 108/10 km)
| Platz | Sportler          | Land        |
| ----- | ----------------- | ----------- |
| 1     | Björn Kircheisen  | Deutschland |
| 2     | Sébastien Lacroix | Frankreich  |
| 3     | Petter Tande      | Norwegen    |
| 4     | David Zauner      | Österreich  |
| 5     | Magnus Moan       | Norwegen    |
| 6     | Dejan Plevnik     | Slowenien   |
| 7     | Jan Schmid        | Schweiz     |
| 8     | Seppi Hurschler   | Schweiz     |
| 9     | Benjamin Kreiner  | Österreich  |
| 10    | Yūsuke Minato     | Japan       |

Datum: 5. Februar 2003

Insgesamt waren 50 Teilnehmer am Start.

Weitere Teilnehmer aus deutschsprachigen Ländern:

 Lukas Klapfer: 13. Platz

 Tino Edelmann: 17. Platz

 Raik Filbrich: 19. Platz

 Michael Palli: 22. Platz

 Michael Hollenstein: 40. Platz

 Guido Landert: 42. Platz

### Mannschaft (Normalschanze K95/4 × 5 km)
| Platz | Sportler                                                             | Land               |
| ----- | -------------------------------------------------------------------- | ------------------ |
| 1     | Christian Beetz Marco Kühne Tino Edelmann Björn Kircheisen           | Deutschland        |
| 2     | Magnus Moan Petter Tande Jon Richard Rundsveen Mikko Kokslien        | Norwegen           |
| 3     | Maxime Laheurte Sébastien Lacroix François Braud Jason Lamy Chappuis | Frankreich         |
| 4     | Jan Schmid Guido Landert Seppi Hurschler Michael Hollenstein         | Schweiz            |
| 5     | Gregor Verbajs Dejan Plevnik Damjan Vtič Mitja Oranič                | Slowenien          |
| 6     | Juha Karjalainen Markus Laitinen Janne Ryynänen Ville Kähkönen       | Finnland           |
| 7     | Nathan Gerhart Eric Camerota Morgan Goodwin Brett Camerota           | Vereinigte Staaten |
| 8     | Kohei Takao Yūsuke Minato Takashi Moriyami Taihei Katō               | Japan              |
| 9     | Michael Palli Benjamin Kreiner Lukas Klapfer David Zauner            | Österreich         |
| 10    | Martin Skopek Aleš Vodseďálek Jan Vodseďálek Miroslav Dvořák         | Tschechien         |

Datum: 7. Februar 2003

Insgesamt nahmen 13 Staffeln am Wettbewerb teil.

## Skispringen Junioren

### Normalschanze
| Platz | Sportler            | Land       | Weite 1 | Weite 2 | Punkte |
| ----- | ------------------- | ---------- | ------- | ------- | ------ |
| 1     | Thomas Morgenstern  | Österreich | 118,5 m | 115,0 m | 261,0  |
| 2     | Rok Benkovič        | Slowenien  | 114,5 m | 115,5 m | 258,2  |
| 3     | Jan Mazoch          | Tschechien | 111,5 m | 110,0 m | 241,9  |
| 4     | Rok Urbanc          | Slowenien  | 108,5 m | 110,5 m | 235,4  |
| 5     | Stefano Chiapolino  | Italien    | 105,0 m | 106,5 m | 221,4  |
| 6     | Manuel Fettner      | Österreich | 103,5 m | 105,0 m | 215,5  |
| 7     | Jarkko Heikkonen    | Finnland   | 104,5 m | 104,0 m | 214,0  |
| 8     | Roland Müller       | Österreich | 102,0 m | 105,0 m | 210,3  |
| 9     | Olli Pekkala        | Finnland   | 99,5 m  | 106,5 m | 210,0  |
| 10    | Christoph Strickner | Österreich | 100,0 m | 103,0 m | 203,5  |

Datum: 8. Februar 2003

Insgesamt waren 61 Teilnehmer am Start.

Weitere Teilnehmer aus deutschsprachigen Ländern:

 Julian Musiol: 16. Platz

 Mario Kürschner: 25. Platz

 Severin Freund: 30. Platz

 Stefan Rupp: 35. Platz

 Marco Staub: 48. Platz

 Christoph Höss: 50. Platz

 Remi Francais: 59. Platz

 Pascal Schönenberger: 60. Platz

### Mannschaftsspringen Normalschanze
| Platz | Sportler                                                            | Land       | Punkte |
| ----- | ------------------------------------------------------------------- | ---------- | ------ |
| 1     | Manuel Fettner Christoph Strickner Roland Müller Thomas Morgenstern | Österreich | 945,2  |
| 2     | Rok Benkovič Jure Bogataj Rok Urbanc Jaka Oblak                     | Slowenien  | 944,8  |
| 3     | Jarkko Heikkonen Antti Pesonen Olli Pekkala Harri Olli              | Finnland   | 895,1  |
| 4     | Morten Gjesvold Magnus Rostad Terje Hilde Jon Aaraas                | Norwegen   | 815,0  |
| 5     | Andreas Arén Besnik Gashi Johan Eriksson Isak Grimholm              | Schweden   | 794,8  |
| 6     | Kamil Stoch Andrzej Dorula Jan Ciapała Mateusz Rutkowski            | Polen      | 779,2  |
| 7     | Pavel Fízek Ondřej Vaculík Antonín Hájek Jan Mazoch                 | Tschechien | 777,8  |
| 8     | Sebastian Colloredo Simone Lepre Stefano Chiapolino Marco Beltrame  | Italien    | 747,2  |
| 9     | Hiroshi Yoshinari Kenta Yamamoto Tsubasa Chōnan Daiki Itō           | Japan      | 728,1  |
| 10    | Stefan Read Dominik Bafia Gregory Baxter Andrew Osadetz             | Kanada     | 713,2  |

Datum: 6. Februar 2003

Insgesamt nahmen 15 Mannschaften am Wettbewerb teil. Die deutsche Mannschaft belegte Platz elf und die Schweiz wurde 15.

## Nationenwertung
| Platz | Land        | Gold | Silber | Bronze | Gesamt |
| ----- | ----------- | ---- | ------ | ------ | ------ |
| 1     | Russland    | 4    | 2      | 4      | 10     |
| 2     | Deutschland | 4    | 0      | 1      | 5      |
| 3     | Norwegen    | 2    | 3      | 3      | 8      |
| 4     | Österreich  | 2    | 1      | 0      | 3      |
| 5     | Finnland    | 1    | 1      | 1      | 3      |
| 6     | Slowenien   | 0    | 2      | 0      | 2      |
| 7     | Frankreich  | 0    | 1      | 2      | 3      |
| 8     | Schweden    | 0    | 1      | 1      | 2      |
| 9     | Kasachstan  | 0    | 1      | 0      | 1      |
| 9     | Polen       | 0    | 1      | 0      | 1      |
| 11    | Tschechien  | 0    | 0      | 1      | 1      |